# دیوید ترمبلای
دیوید ترمبلای (به انگلیسی: David Tremblay) زاده ۱۸ سپتامبر ۱۹۸۷ است. او کشتی گیر کشور کانادا است.